# Wersow
Wersow, właśc. Weronika Monika Wiśniewska (ur. 31 sierpnia 1996 w Wiedniu) – polska influencerka, youtuberka i piosenkarka. 

## Życiorys
Pochodzi z Mielca, choć urodziła się w Wiedniu 31 sierpnia 1996 roku. Ma siostrę Nadię i brata Kacpra. Po egzaminie maturalnym rozpoczęła studia prawnicze w Krakowskiej Akademii im. Andrzeja Frycza Modrzewskiego, które przerwała.

## Kariera
W 2013 założyła swój kanał w serwisie YouTube. W latach 2018–2022 była członkinią Ekipy Friza, z którymi mieszkała w tzw. domu Ekipy, czyli willi położonej w Krakowie. 13 grudnia 2021 roku wydała swój pierwszy solowy singiel – „Ktoś taki jak ty”.
21 marca 2023 była gościem w programie Kuba Wojewódzki. W 2023 wydała swój debiutancki album studyjny Wersow Store. Album ten zadebiutował na 6. miejscu polskiej listy sprzedaży – OLiS oraz 20 grudnia 2023 roku uzyskał certyfikat złotej płyty za sprzedaż 25 000 egzemplarzy albumu.
Wystąpiła na Sylwestrze z Dwójką 2024/2025 prezentując utwór „Nad wodę” oraz „O północy”.

## Kontrowersje

### ReklamaBlacka
W 2020 roku została skrytykowana za reklamę napoju energetyzującego Black Energy Drink, zwłaszcza że większą część jej widowni stanowiły osoby niepełnoletnie, które nie powinny spożywać energetyków. Z krytyką spotkało się również błędne opisanie produktu, który według słów Wersow miał dbać o kondycję.

### Oskarżenia o plagiat

#### Plagiat zdjęcia
19 grudnia 2020 roku opublikowała na Instagramie zdjęcie kolażu, na którym przybiera te same pozy oraz posiada prawie identyczne ubrania, jak inna twórczyni – Cindy Kimberly, która swoje zdjęcie opublikowała w październiku 2020. Wersow odpowiedziała na zarzuty w komentarzach, twierdząc że zdjęcie jest częścią projektu na jej kanale na YouTube, na którym odwzorowuje zdjęcia gwiazd. Film pojawił się na jej kanale 5 stycznia 2021 roku, jednak nie został tam ukazany proces tworzenia zdjęcia Kimberly, który był obiektem kontrowersji, a samo zdjęcie influencerki zostało tylko wspomniane. Kanał Vogule Poland zauważył, iż film Wersow został stworzony tylko w celu oczyszczenia się z zarzutów i odzyskania reputacji. Fakt ten miało potwierdzać m.in. to, że na filmie ukazano proces obróbki zdjęcia przez montażystę, lecz edytowane zdjęcie wyraźnie różniło się od pierwotnego zdjęcia wrzuconego na Instagram. Dodatkowo na komputerze widać było datę styczniową, pomimo że zdjęcie zostało opublikowane na Instagramie w grudniu.

#### Logo sowy
W 2021 youtuber Sylwester Wardęga ujawnił, iż logo sowy używane przez Wersow od 10 stycznia 2019 roku jest plagiatem pracy francuskiego artysty. 21 marca 2023 roku Wersow przyznała się do kradzieży loga oraz wyjaśniła, że udało się jej rozwiązać tę sytuację.

## Życie prywatne
Od 2018 jest związana z influencerem Karolem Wiśniewskim, z którym 27 sierpnia 2021 się zaręczyła, w 2025 wzięli ślub. 19 czerwca 2023 urodziła córkę, Maję.

## Dyskografia

### Albumy studyjne
| Rok  | Dane dot. albumu                                                                                               | Najwyższa pozycja na liście | Certyfikat          | Sprzedaż       |
| Rok  | Dane dot. albumu                                                                                               | POL                         | Certyfikat          | Sprzedaż       |
| ---- | --- | --------------------------- | ------------------- | -------------- |
| 2023 | Wersow Store - Wydany: 6 grudnia 2023 - Wytwórnia: Warner Music Poland - Format: CD, digital download, box set | 6                           | - ZPAV: złota płyta | - POL: 15 000+ |

### Single
| Rok | Tytuł                                           | Najwyższe pozycje na listach | Certyfikat              | Sprzedaż       | Album                                                |
| Rok | Tytuł                                           | POL                          | Certyfikat              | Sprzedaż       | Album                                                |
| --- | ----------------------------------------------- | ---------------------------- | ----------------------- | -------------- | ---------------------------------------------------- |
| 2021 | „Ktoś taki jak ty”                              | X                            |                         |                | –                                                    |
| 2023 | „Ten jeden moment”                              | 44                           | - ZPAV: platynowa płyta | - POL: 50 000+ | Wersow Store                                         |
| 2023 | „Konwalie”                                      | –                            |                         |                | Wersow Store                                         |
| 2023 | „O północy”                                     | 31                           | - ZPAV: złota płyta     | - POL: 25 000+ | Wersow Store                                         |
| 2023 | „Chcesz pobyć sam” (z Oskarem Cymsem)           | 81                           |                         |                | Wersow Store                                         |
| 2023 | „Taka sama” (z Frizem)                          | 71                           |                         |                | Wersow Store                                         |
| 2023 | „Nie wypada”                                    | 75                           |                         |                | Wersow Store                                         |
| 2024 | „Nad wodę” (gośc. Tribbs)                       | –                            |                         |                | –                                                    |
| 2024 | „Nad wodę” (gośc. Tribbs, Fillo)                | –                            |                         |                | –                                                    |
| 2024 | „Momenty”                                       | –                            |                         |                | TBA                                                  |
| 2024 | „Jeśli tylko mamy czas”                         | –                            |                         |                | Kleks i wynalazek Filipa Golarza (ścieżka dźwiękowa) |
| 2025 | „Notting Hill”                                  | –                            |                         |                | TBA                                                  |
| 2025 | „Dorosłe serce”                                 | –                            |                         |                | TBA                                                  |
| 2025 | „Bezsenność”                                    | –                            |                         |                | TBA                                                  |
| 2025 | „Sama”                                          | –                            |                         |                | TBA                                                  |
| 2025 | „Fobie”                                         | –                            |                         |                | TBA                                                  |
| 2025 | „Jesteś”                                        | –                            |                         |                | TBA                                                  |
| 2025 | „Tu i teraz (Aha)” (oraz Janusz Walczuk, Waima) | –                            |                         |                | TBA                                                  |
| „–” oznacza, że singel nie był notowany na danej liście. „X” oznacza, że lista przebojów nie istniała w danym okresie. |                                                 |                              |                         |                |                                                      |

### Single promocyjne
| Rok  | Tytuł                                                  | Najwyższe pozycje na listach |
| Rok  | Tytuł                                                  | POL                          |
| ---- | ------------------------------------------------------ | ---------------------------- |
| 2025 | „Santa Cruz” (Wersow, Modelki, Qry, Świeży, Mortalcio) | 1                            |